# Tomoderus klapperichi
Tomoderus klapperichi is een keversoort uit de familie snoerhalskevers (Anthicidae). De wetenschappelijke naam van de soort is voor het eerst geldig gepubliceerd in 1988 door Uhmann.